# Pierszaje
Pierszaje (biał. Пяршаі) – wieś w rejonie wołożyńskim, w obwodzie mińskim na Białorusi. Miejscowość leży w dorzeczu rzeki Isłocz na północno-wschodnim skraju Puszczy Nalibockiej.
Siedziba parafii prawosławnej (pw. św. Anny) i rzymskokatolickiej (pw. św. Jerzego).
W miejscowym kościele parafialnym pw. św. Jerzego spoczywają o. Achilles Puchała i o. Herman Stępień, beatyfikowani w grupie 108 męczenników II wojny światowej w dniu 13 czerwca 1999 r. w Warszawie przez papieża św. Jana Pawła II.

## Historia miejscowości
Po II rozbiorze 1793 Rzeczypospolitej Pierszaje znalazły się na terenie Cesarstwa Rosyjskiego.
Po I wojnie światowej wieś była siedzibą dawnej Gminy Pierszaje istniejącej do 1939 roku. Należała do powiatu stołpeckiego a od 1926 r. do powiatu wołożyńskiego w woj. nowogródzkim. 

W czerwcu 1943 r. w Iwieńcu i okolicach partyzanci z Armii Krajowej przeprowadzili skoordynowaną akcję na konwoje niemieckie kierowane na front wschodni. Po powstaniu iwienickim w lipcu i sierpniu 1943 r. Niemcy przeprowadzili odwetową operację Hermann. 19 lipca 1943 r. niemieckie SS pojawiło się w Pierszajach. Około 200-300 mieszkańców (wraz z uciekinierami z Iwieńca) pognano do wsi Borowikowszczyzna. Franciszkanie o. Achilles Puchała i o. Herman Stępień dobrowolnie przyłączyli się do aresztowanych parafian, aby towarzyszyć im w ostatnich chwilach życia. Hitlerowcy zamordowali bestialsko obu kapłanów, a mieszkańcom Pierszaj darowano życie, zamieniając wyrok śmierci na wywóz na roboty przymusowe.

## Zabytki
- Kościół pw. św. Jerzego z 1936 r. (poprzedni drewniany spłonął w 1933 r.)[6].

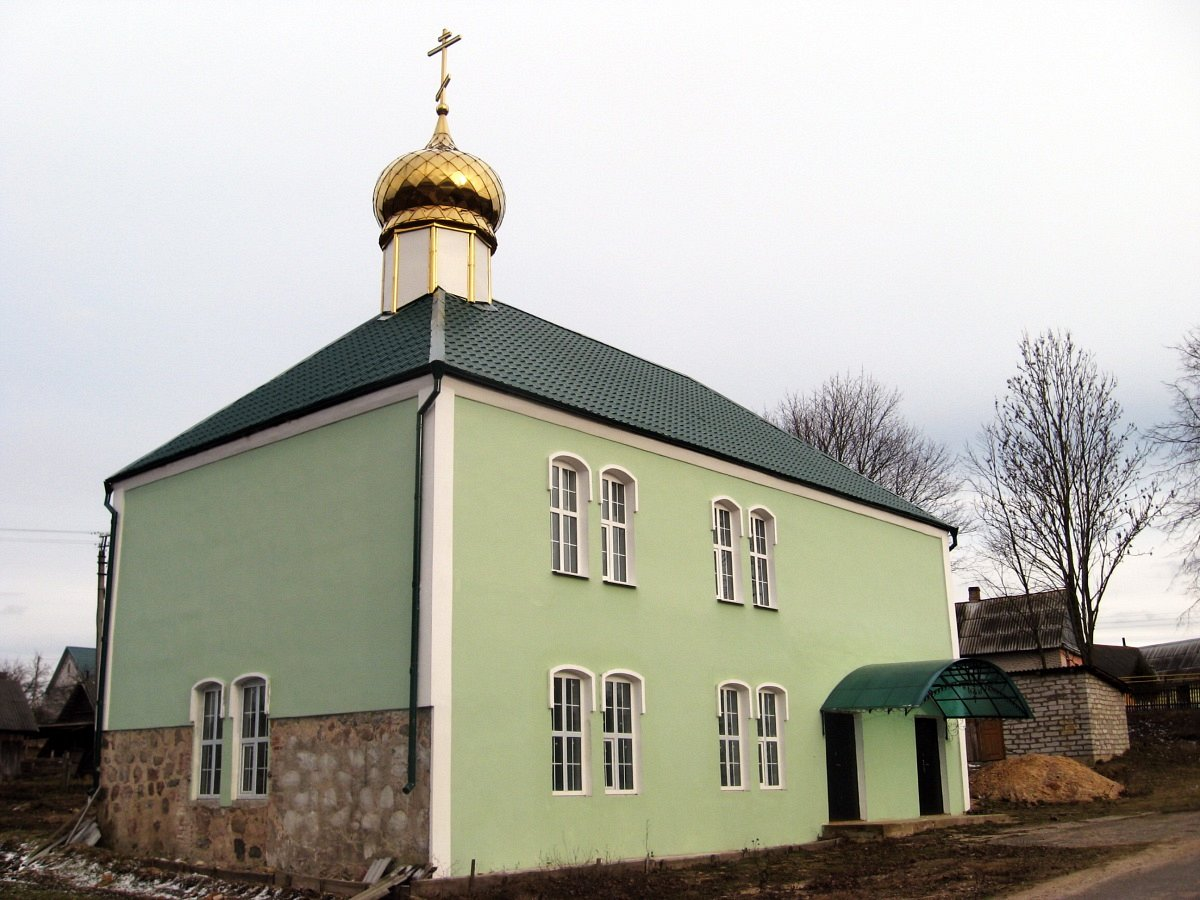
Cerkiew św. Anny

## Inne obiekty
- Cerkiew prawosławna pw. św. Anny, parafialna[2].